# 소니 모바일 커뮤니케이션스
소니 모바일 커뮤니케이션스(영어: Sony Mobile Communications Inc.)은 소니의 자회사이자 일본의 휴대전화 제조 및 판매 회사이다. 대표적인 자사 브랜드는 엑스페리아이다.

## 역사

### 소니 에릭슨 (2001 ~ 2012)

소니 에릭슨 시절의 로고

2001년 10월 1일 일본의 소니와 스웨덴의 에릭슨이 각 사의 휴대전화 사업부를 분리해 50:50으로 합작하여 소니 에릭슨 모바일 커뮤니케이션스(영어: Sony Ericsson Mobile Communications lnc.)로 출범한 것이 회사의 기원이다. 2001년 당시, 음향 및 영상기기에서 세계 최고의 명성을 자랑하던 소니와 휴대전화에서 최고의 기술력을 보유하고, 판매량으로도 세계 3위권의 자리에 올라 있던 에릭슨이 시너지 효과를 내기 위해 휴대전화 사업부를 통합하였다. 소니 에릭슨은 스웨덴 룬드에 기업을 등록하고 영국 런던에 본사를 뒀던 스웨덴계 영국기업이었다.
에릭슨 모바일 커뮤니케이션스(영어: Ericsson Mobile Communications )는 합병 당시 노키아와 모토로라에 이은 세계 3위권의 휴대전화 제조 업체였다. 그러나 이들의 합병은 기대에 미치지 못하여, 대한민국의 삼성전자와 LG전자에도 뒤지게 되었고, 2009년 세계 시장 점유율은 5%대로 추락하였다.
2010년 스마트폰이 본격적으로 보급된 후에는 세계 6위권으로 밀리는 등 더욱 부진하였다. 이에 2011년, 소니가 에릭슨의 상표를 포기함으로써 10억5천만 유로에 소니에릭슨 합작사의 잔여 지분 50%를 인수하고 휴대전화 제품도 소니 단독 상표를 사용하기로 결정하였다.

### 2012~
2012년 2월 16일, 소니의 에릭슨 지분 인수 절차가 완료되고, 회사의 정식 명칭에서도 에릭슨이 제외되면서 소니 모바일 커뮤니케이션스(영어: Sony Mobile Communications Inc.)로 변경하였다. 앞으로 모든 제품은 일본에 본거지를 둔 소니 주식회사의 브랜드를 그대로 사용하게 된다.
2012년 4분기 총 980만대 출하로 세계 스마트폰 시장 점유율 4위를 기록했다.
2013년 1월 7일 소니 모바일 커뮤니케이션스는 모회사와의 통합을 위하여 영국 런던과 스웨덴 룬드에 위치한 구 본사와 사무실을 일본 도쿄로 이동하였다. 그러나 스웨덴 룬드에 있는 연구개발센터는 그대로 남겼다.
2019년 4월 소니 모바일 커뮤니케이션스는 사업부진으로 소니에서 독립 조직이었던 모바일 부문을 전자사업 부문으로 합류시키며, 중화인민공화국 베이징 공장에서 철수하고 태국 공장으로 생산을 집중할 것을 발표하였다.
2019년 9월 소니 모바일 커뮤니케이션스는 스웨덴 룬드의 지사도 해산한다고 발표하였다. 이를 기점으로 조직체계에서 에릭슨의 잔재가 모두 사라지고 사업이 일본으로 완전히 통합되었으며, 조직규모의 축소가 지속되었다.

## 주요 시리즈
- C: 사이버샷
- D: T모빌 전용
- F: 보다폰 전용
- G: 풀브라우징
- J: 저가형

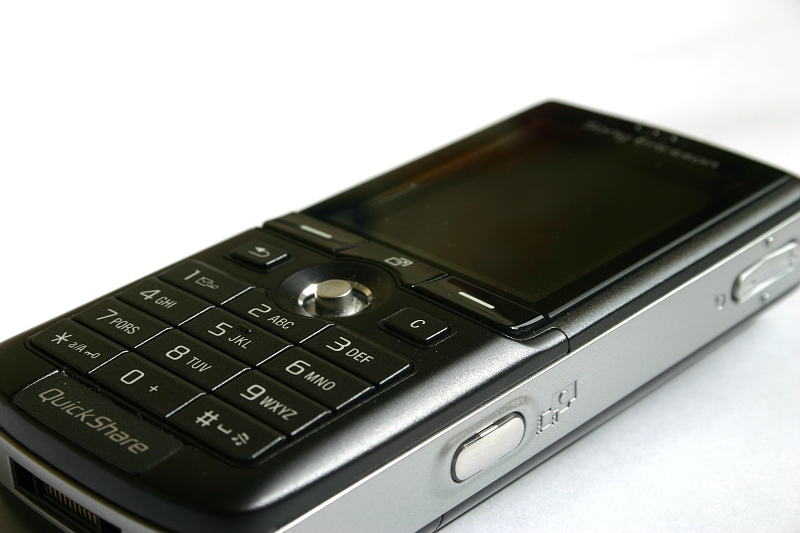
소니 에릭슨 K750i는 가장 성공한 소니 에릭슨 제품들 가운데 하나이다

- K: 카메라 (스웨덴어의 카메라를 뜻하는 단어인 Kamera)
- M: 비즈니스
- P: PDA
- R: 라디오
- S: 카메라
- T: 통화 (스웨덴어의 통화하다를 뜻하는 단어인 Tala)
- V: 보다폰 전용
- W: 워크맨
- X: 엑스페리아
- Z: 크롬쉘형

## 스폰서
- 소니 에릭슨 컵 던전앤파이터 9차 리그 (소니 에릭슨 컵 던전앤파이터 3차 챔피언십)
- 소니 에릭슨 스타크래프트 II OPEN Season 2
- 소니 에릭슨 스타크래프트 II OPEN Season 3
- 소니 에릭슨 글로벌 스타크래프트 II 리그 January
- 소니 에릭슨 글로벌 스타크래프트 II 리그 October
- 소니 에릭슨 글로벌 스타크래프트 II 리그 November

## 같이 보기
- 소니
- 에릭슨
- 소니 코리아 모바일사업부